# Vincent Chalvon-Demersay
Vincent Chalvon-Demersay (23 febbraio 1964) è un animatore francese.
È autore delle serie animate Team Galaxy, Totally Spies!, Martin Mystère e The Amazing Spiez!